# Лектур
Лекту́р (фр. Lectoure, окс. Leitora) — коммуна во Франции, находится в регионе Юг — Пиренеи. Департамент коммуны — Жер. Центр кантона Лектур. Округ коммуны — Кондом.
Код INSEE коммуны 32208.

## География
Коммуна расположена приблизительно в 570 км к югу от Парижа, в 80 км северо-западнее Тулузы, в 33 км к северу от Оша, на пути Святого Иакова.

## Климат
Климат умеренно-океанический. Лето жаркое и немного дождливое, температура часто превышает 35 °С. Зимой часто бывает отрицательная температура и ночные заморозки. Годовое количество осадков — 700—900 мм.

## Население
Население коммуны на 2008 год составляло 3746 человек.
| 1962 | 1968 | 1975 | 1982 | 1990 | 1999 | 2008 |
| ---- | ---- | ---- | ---- | ---- | ---- | ---- |
| 3908 | 3950 | 3790 | 3923 | 4034 | 3933 | 3746 |

## Экономика
Основу экономики составляет сельское хозяйство (зерновые, виноград, овощи) и животноводство.
В 2007 году среди 2166 человек в трудоспособном возрасте (15-64 лет) 1491 были экономически активными, 675 — неактивными (показатель активности — 68,8 %, в 1999 году было 69,1 %). Из 1491 активных работали 1363 человека (727 мужчин и 636 женщин), безработных было 128 (47 мужчин и 81 женщина). Среди 675 неактивных 202 человека были учениками или студентами, 281 — пенсионерами, 192 были неактивными по другим причинам.

## Достопримечательности
- Музей Эжена Каморей
- Мэрия, построена между 1676 и 1682 годами. Исторический памятник с 1927 года[4]
- Больница, бывший замой графов Арманьяк. Памятник культурного наследия[5]
- Фонтан Дианы XIII века. Исторический памятник с 1925 года[6]
- Бастион
- Памятник жителям Лектура, погибшим в Первой мировой войне, был открыт 11 ноября 1923 года
- Кафедральный собор Сен-Жерве-э-Сен-Проте. Построен на месте галло-римского храма богини Кибелы. Исторический памятник с 1912 года[7]
- Приходская церковь Сент-Эспри (церковь Св. Духа). Бывшая часовня монастыря кармелитов
- Часовня Сен-Жени

## Знаменитые уроженцы города
- Жером Суле (1760—1833) — дивизионный генерал, участник революционных и наполеоновских войн
- Жозеф Лагранж (1763—1836) — дивизионный генерал, участник революционных и наполеоновских войн
- Пьер Банель (1766—1796) — бригадный генерал, участник революционных войн
- Жан Ланн (1769—1809) — маршал Империи и близкий друг Наполеона, участник революционных и наполеоновских войн

- Жан-Батист Дюпен[фр.] (1772—1863) — бригадный генерал, участник революционных и наполеоновских войн
- Жак-Жерве Сюберви (1776—1856) — дивизионный генерал, участник революционных и наполеоновских войн

## Города-побратимы
- Сен-Луи (Франция)

## Фотогалерея
- Кафедральный собор Сен-Жерве-э-Сен-Проте
- Интерьер кафедрального собора
- Ворота старой церкви францисканцев
- Мэрия
- Фонтан Дианы
- Памятник маршалу Ланну и кафедральный собор